# Mario Alborta
Mario Mauricio Alborta Velasco (La Paz, 19 de septiembre de 1910 - La Paz, 1 de enero de 1976) fue un futbolista boliviano que se desempeñaba como delantero. Fue parte de la Selección Boliviana que participó en la Copa Mundial de Fútbol de 1930.

## Trayectoria
Sus inicios como jugador fueron en una pequeña cancha que pertenecía al instituto americano de La Paz. Tras un encuentro intercolegial, dirigentes de universitario lo invitaron para formar parte de su primer equipo de primera división tras ver sus excepcionales condiciones.
En 1926 alborta fue convocado por primera vez a la selección nacional para jugar el campeonato sudamericano que se llevó a cabo en Chile, sus buenas dotes futbolísticas hicieron que lo nombraran capitán a pesar de su corta edad. En 1927 también participó del campeonato que se jugó en Lima Perú.
En 1928 llegó al equipo de deportivo militar. Donde fue pieza fundamental para la obtención del campeonato paceño. Al año siguiente volvió a Universitario donde consiguió el título paceño de 1929.
A mediados de 1930 el club universitario desapareció.  Este hecho dio lugar a que él y sus compañeros pasaran de forma definitiva al club Bolívar. Sus buenas actuaciones en el club le valieron el sobrenombre de cañonero.   
Alborta debutó un 26 de octubre de 1930 en un campeonato relámpago organizado por el club Bancario. Dos meses más tarde la dirigencia del club Bolívar decidió que el equipo haga una gira internacional por Chile, Perú y Ecuador. Tras regresar con una sola derrota la delegación fue recibida con mucha admiración de parte del pueblo, alborta agradeció la muestra de afecto con las siguientes líneas: "Quiero dejar en constancia mi profundo agradecimiento para los deportistas de La Paz en particular y para todo el pueblo en general, por la grandiosa recepción que nos han tributado a nuestra llegada. Hablando sinceramente, ella nos cogió de sorpresa, los muchachos no esperábamos una demostración de tal índole. Me conmovió y me hizo feliz, pues creí entrever en esa manifestación el deseo que tenía a toda Bolivia expresándome su congratulación por el triunfo de su juventud. La gira no pudo haber sido más satisfactoria. Me encuentro satisfecho de ella en sus diversos aspectos, pues además de haber conquistado lauros y victorias para el club, he podido comprobar la disciplina y el carácter obediente de todos los muchachos. Si materialmente el viaje no nos repartió provecho alguno, moralmente él se ha constituido, especial para mí, en gran aliciente; ya que ha sido la causa para que llegue al íntimo aprovechamiento del cariño que profesan todos y cada uno al club y a sus colores. He visto ondear mi tricolor victoriosa en los campos deportivos de Perú y Ecuador y estoy seguro de que hoy en adelante Bolivia será tomada ya en cuenta en los campeonatos futbolísticos”. 
En 1932 fue clave fundamental para conquistar el título paceño con los celestes, aunque inmediatamente paso al frente de batalla a causa del conflicto bélico entre Bolivia y Paraguay que duró 3 años, alborta también participó en los juegos bolivarianos de 1938 donde la Selección logró el segundo lugar.

## Selección nacional

### Participaciones en laCopa Mundial de Fútbol
| Torneo               | Sede    | Resultado    | Partidos | Goles |
| -------------------- | ------- | ------------ | -------- | ----- |
| Copa Mundial de 1930 | Uruguay | Primera fase | 2        | 0     |

### Participaciones enCopa América
| Edición                      | Sede  | Resultado | Partidos | Goles |
| ---------------------------- | ----- | --------- | -------- | ----- |
| Campeonato Sudamericano 1926 | Chile | 5°        | 3        | 0     |
| Campeonato Sudamericano 1927 | Perú  | 4°        | 3        | 0     |

## Clubes
| Club                    | País    | Año         |
| ----------------------- | ------- | ----------- |
| Universitario de La Paz | Bolivia | 1925 - 1927 |
| Deportivo Militar       | Bolivia | 1928        |
| Universitario de La Paz | Bolivia | 1929        |
| Bolívar                 | Bolivia | 1931 - 1939 |

## Palmarés
| Título         | Club                    | País    | Año  |
| -------------- | ----------------------- | ------- | ---- |
| Liga de La Paz | Colegio Militar         | Bolivia | 1928 |
| Liga de La Paz | Universitario de La Paz | Bolivia | 1929 |
| Liga de La Paz | Bolívar                 | Bolivia | 1932 |
| Liga de La Paz | Bolívar                 | Bolivia | 1937 |
| Liga de La Paz | Bolívar                 | Bolivia | 1939 |